# Chiesa di San Nicola in Malá Strana
La chiesa di San Nicola (in ceco Kostel svatého Mikuláše) è situata a Praga, nel Piccolo Quartiere: è infatti nota col nome di San Nicola in Malá Strana. Essa non deve essere confusa con l'omonima situata nella Città Vecchia. La chiesa di San Nicola è il maggior luogo di culto della città dopo la Cattedrale di San Vito.
La costruzione della chiesa iniziò nel 1673, ma gli ultimi ritocchi all'affresco della navata furono dati nel 1761.

## Storia
La chiesa di San Nicola fu eretta nel naturale centro del Piccolo Quartiere, nel luogo dove è ritenuta l'esistenza già nel 1283 della chiesa parrocchiale dedicata a San Nicola e dove si trovava, nel Medioevo, un mercato con la chiesetta di San Venceslao, in stile romanico. La ricostruzione barocca, nel quale sono presenti dettagliati elementi dell'architettura barocca boema, avvenne in piena Controriforma per volere dei Gesuiti, il cantiere durò dal 1673 al 1761.
I lavori di costruzione iniziarono sotto la supervisione dell'architetto P. Bos, al posto del quale fu poco tempo dopo nominato Giovanni Domenico Orsi. La fase decisiva della costruzione ebbe inizio solamente dopo 1702, secondo un nuovo progetto dell'architetto Christoph Dientzenhofer. Dopo la morte di quest'ultimo, la costruzione fu portata a termine da suo figlio Kilian Ignaz Dientzenhofer. Le prime funzioni liturgiche nella chiesa ebbero luogo già nel 1711. La costruzione fu completata nel 1752, anno nel quale fu terminato il campanile, progettato da Anselmo Lurago. Dopo alcuni ritocchi, la chiesa fu complessivamente completata nel 1761.

## Architettura

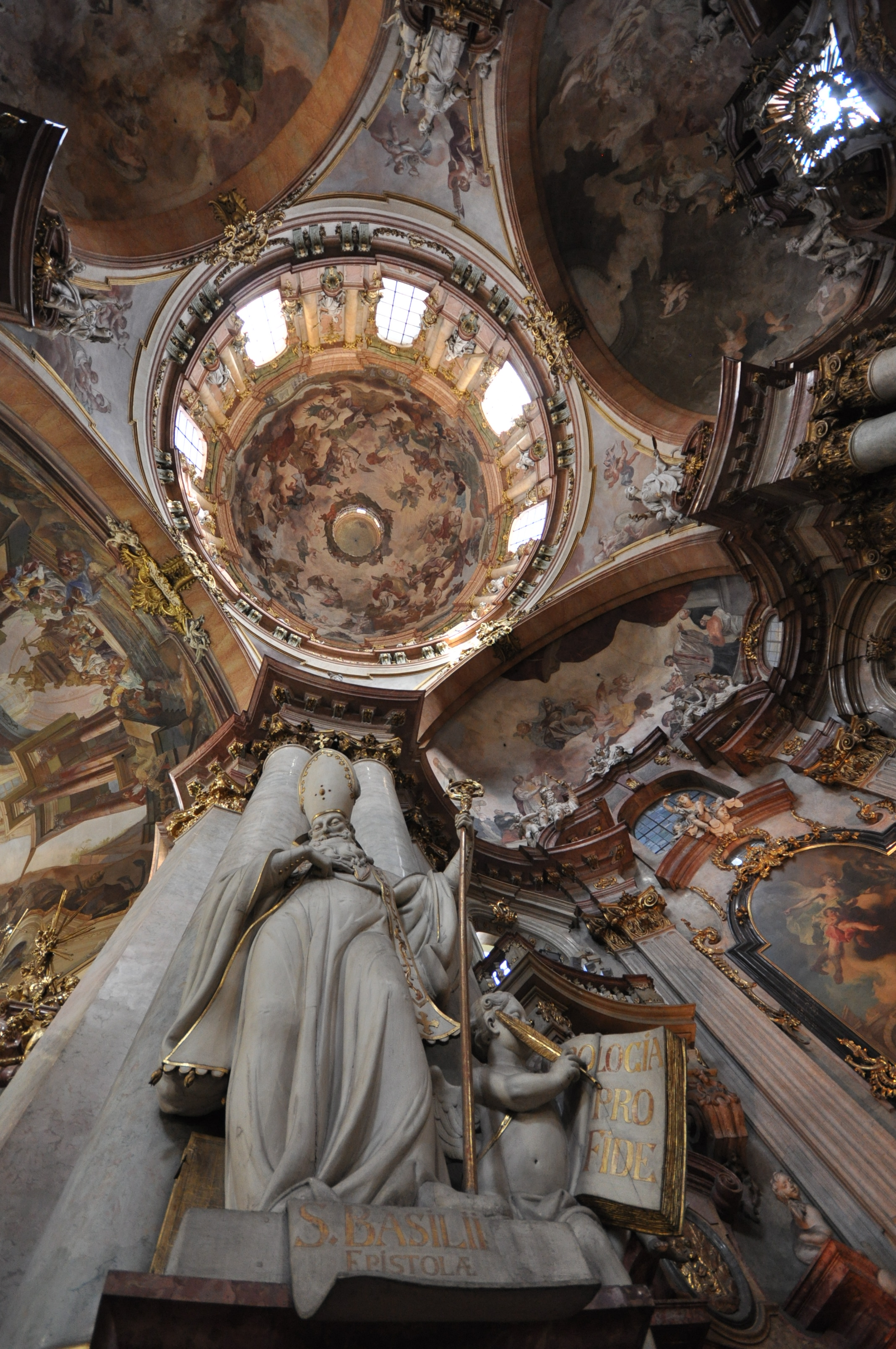
Veduta dell'interno.

Gli architetti che hanno progettato la chiesa di San Nicola diedero un fondamentale contributo allo stile barocco nella sua fase culminante, tanto che costituisce il capolavoro del cosiddetto Barocco praghese. Durante la costruzione essi sfruttarono tutti gli elementi caratteristici del tardo Barocco con una forte impronta rococò data dalla linea sinuosa delle forme e dall'arrotondamento delle superfici e degli angoli. Il fine era quello di aumentare l'effetto di monumentalità e di drammaticità dell'edificio.
La facciata occidentale è formata da una triplice scalinata, dalle parti corrispondenti al pianterreno e al primo piano e dal massiccio frontone romano. La facciata alterna le forme concave con quelle convesse, il che crea un effetto di inquietudine e di dinamismo della materia. La facciata è ornata da colonne ioniche, da un balcone, da stucchi e statue. In una nicchia della facciata è collocata la statua di San Nicola.
Al lato meridionale appartengono la facciata in corrispondenza del muro laterale della navata e la torre campanaria a pianta quadrangolare di 79 metri d'altezza. La cupola stessa è ornata dalle statue di Ignác František Platzer che risalgono alla seconda metà del Settecento, e da quelle di R. Platzer, che risalgono circa alla metà dell'Ottocento. Il ballatoio della lanterna è adornato da una ringhiera in ferro battuto. Le facciate che danno a nord e a est sono meno visibili: la prima dà sul cortile e la seconda è quasi completamente coperta dagli edifici circostanti.

## Quadri
Nel matroneo della Chiesa è conservato il "Ciclo della Passione" di Karel Škréta, composto di dieci quadri realizzati tra il 1673 e il 1674 originariamente situati nell'edificio che ospitava la Congregazione Gesuitica. Essi sono:
- Cristo sul Monte degli Ulivi
- Cristo davanti a Caifa
- Cristo davanti a Erode
- Cristo davanti a Pilato
- La Flagellazione
- L'incoronazione di spine
- Ecce Homo
- La Crocifissione
- Sancta Mater Dolorosa
- Compianto

## Galleria d'immagini

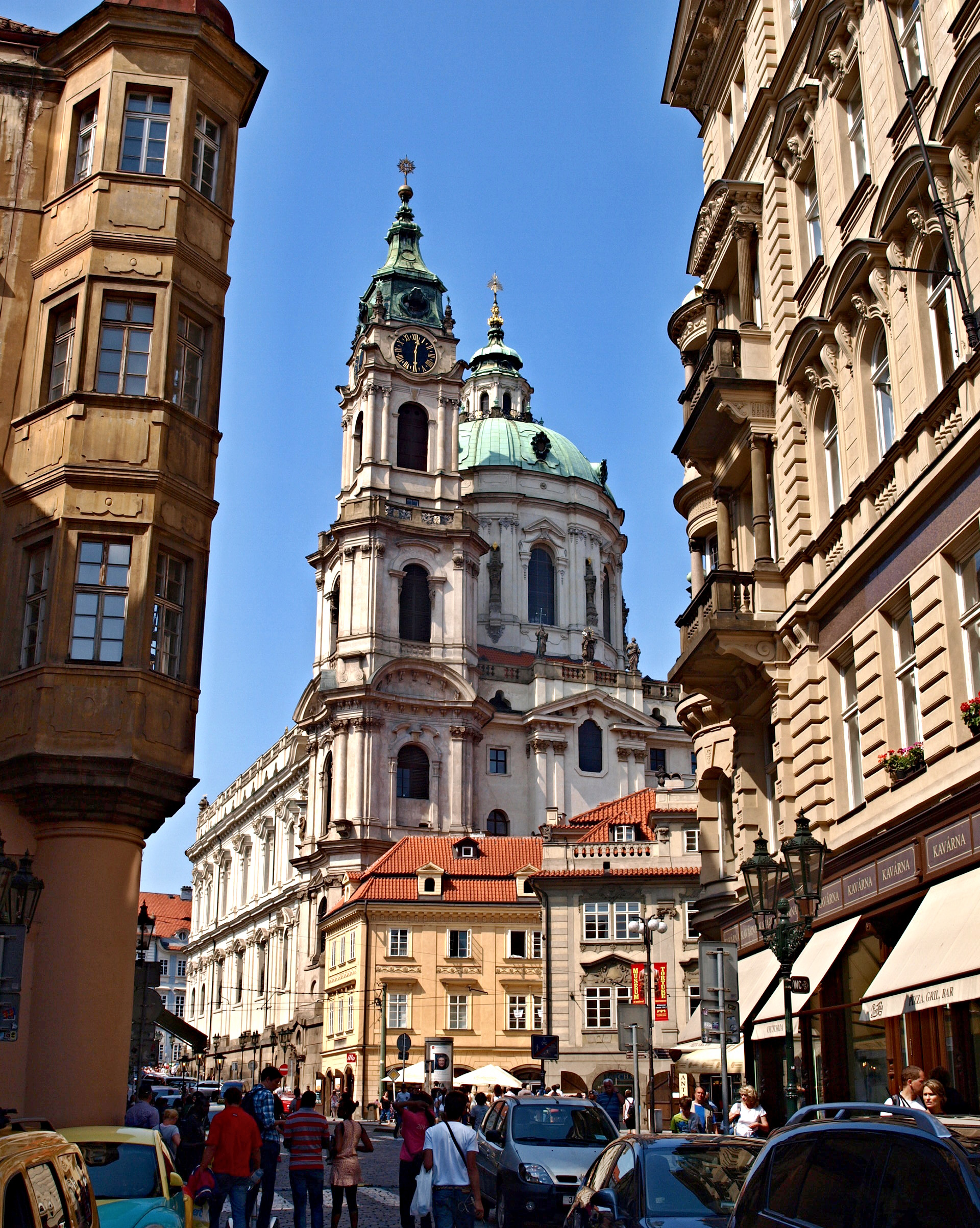
La cupola e il campanile
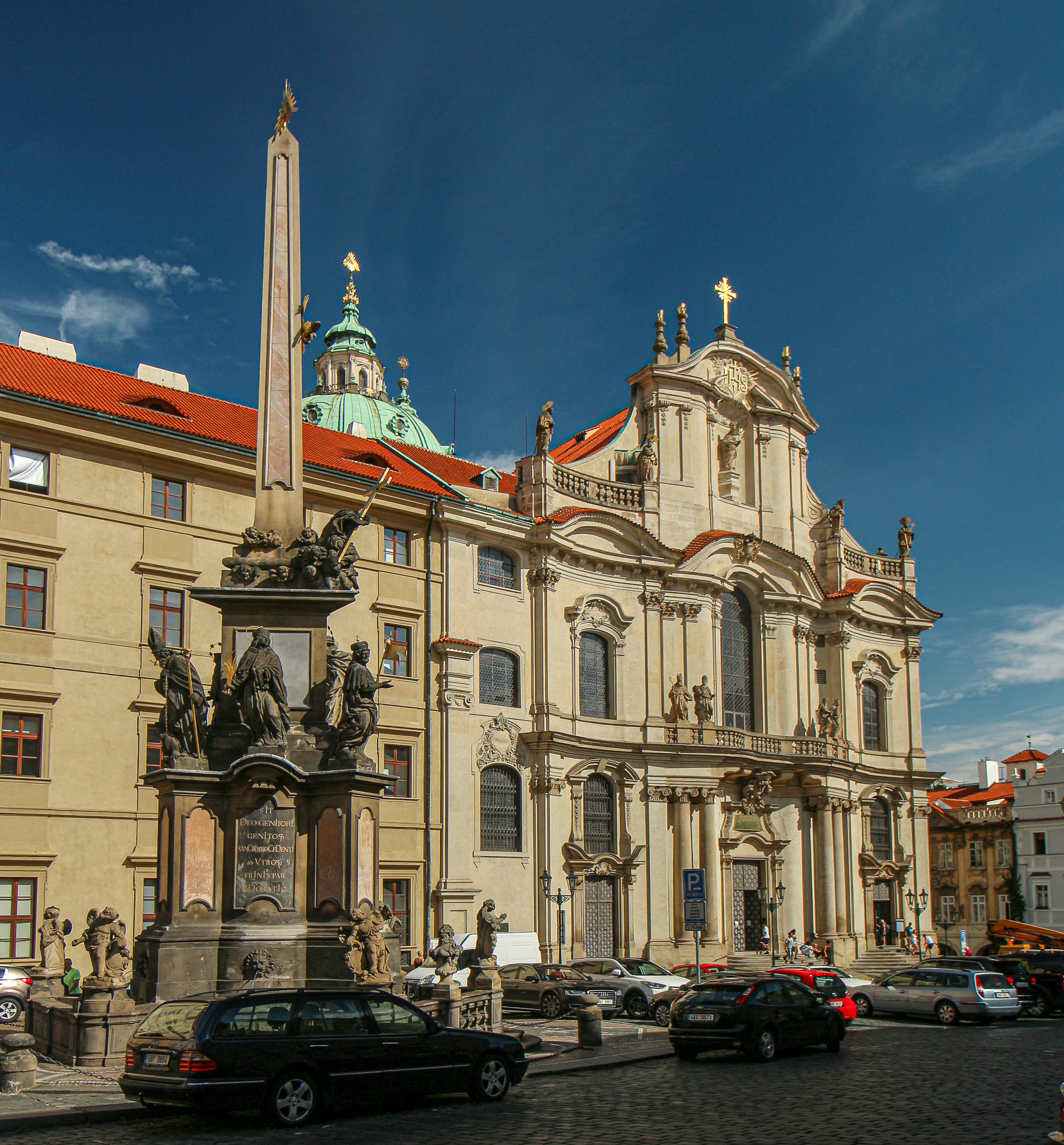
La facciata
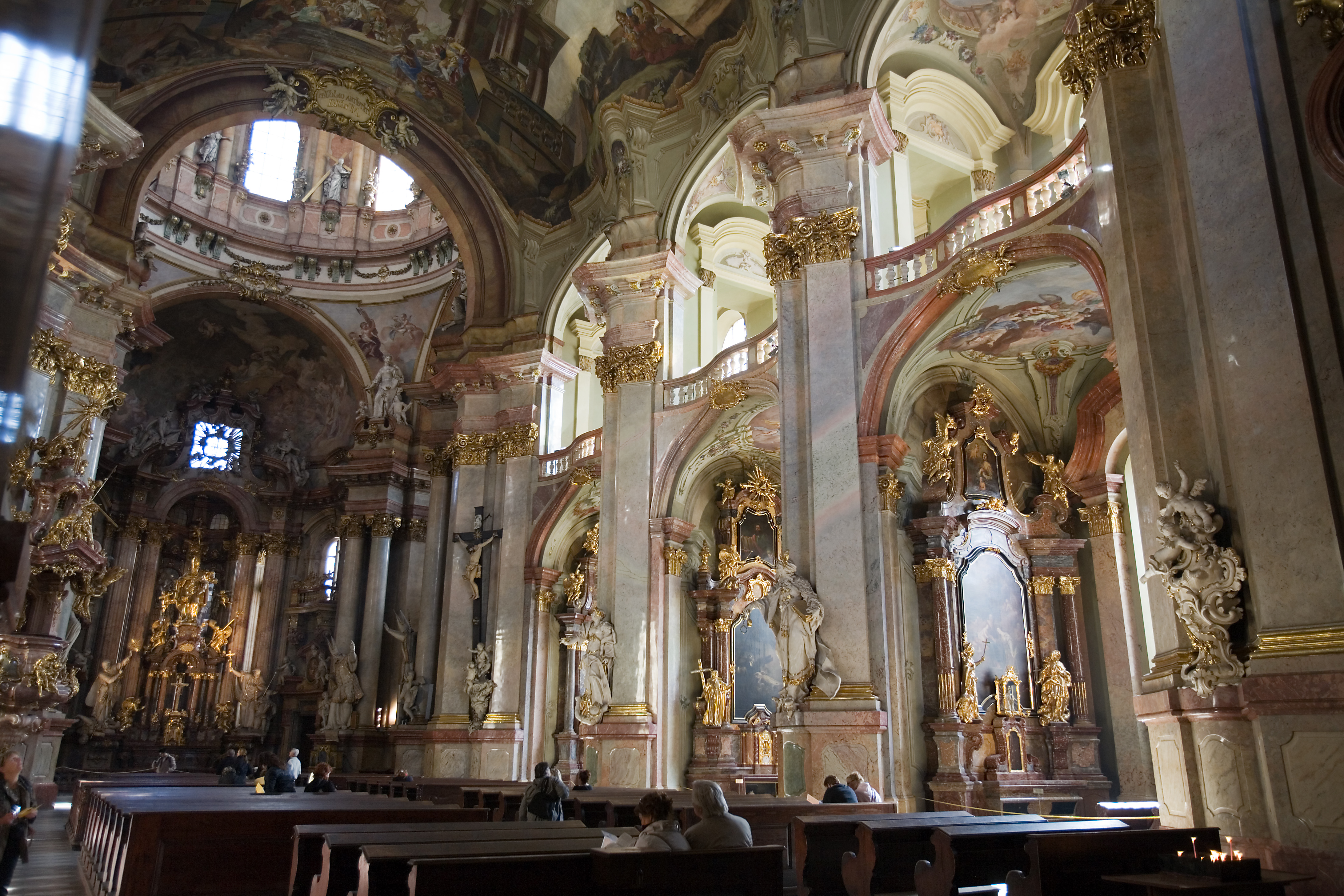
Interno
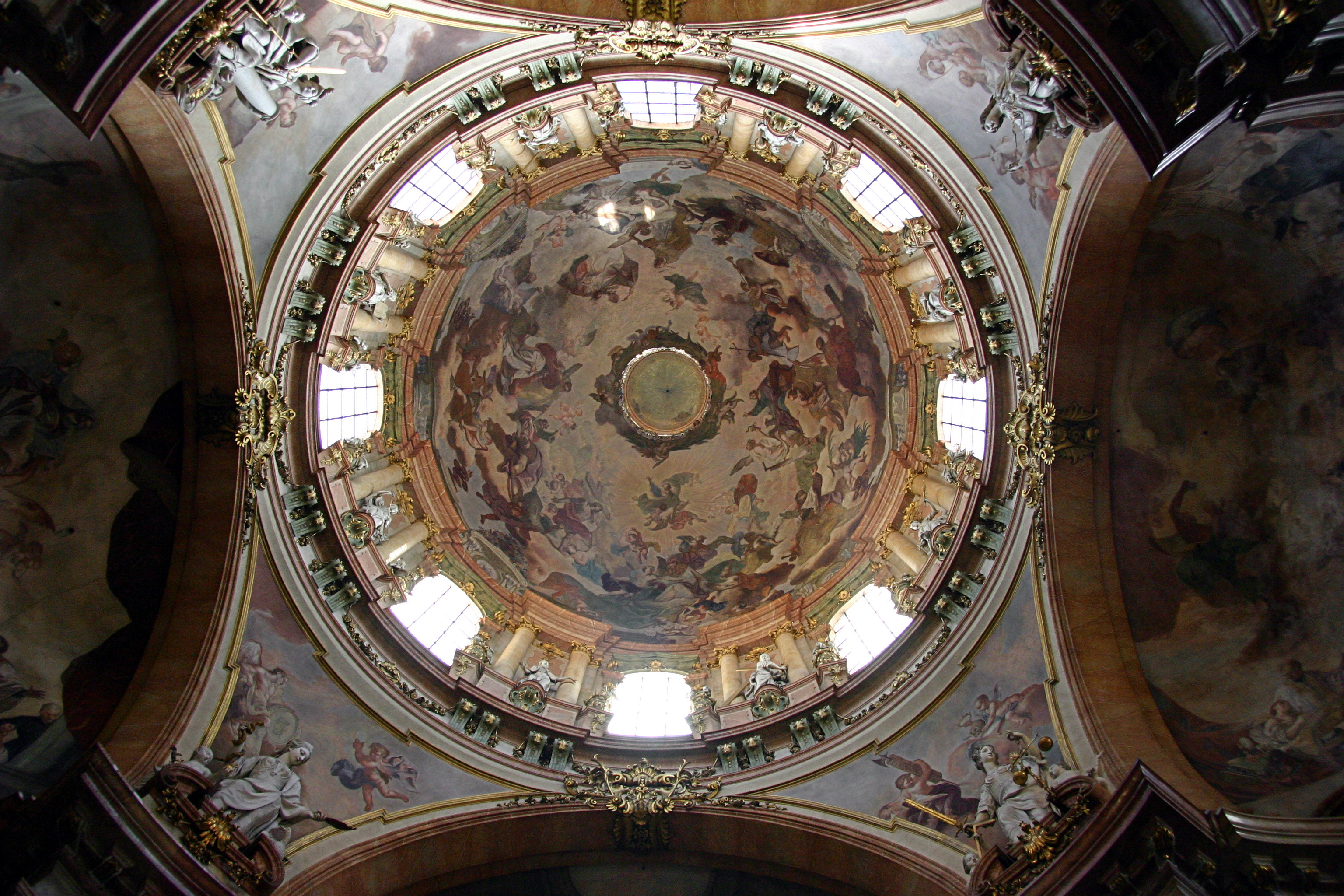
La cupola
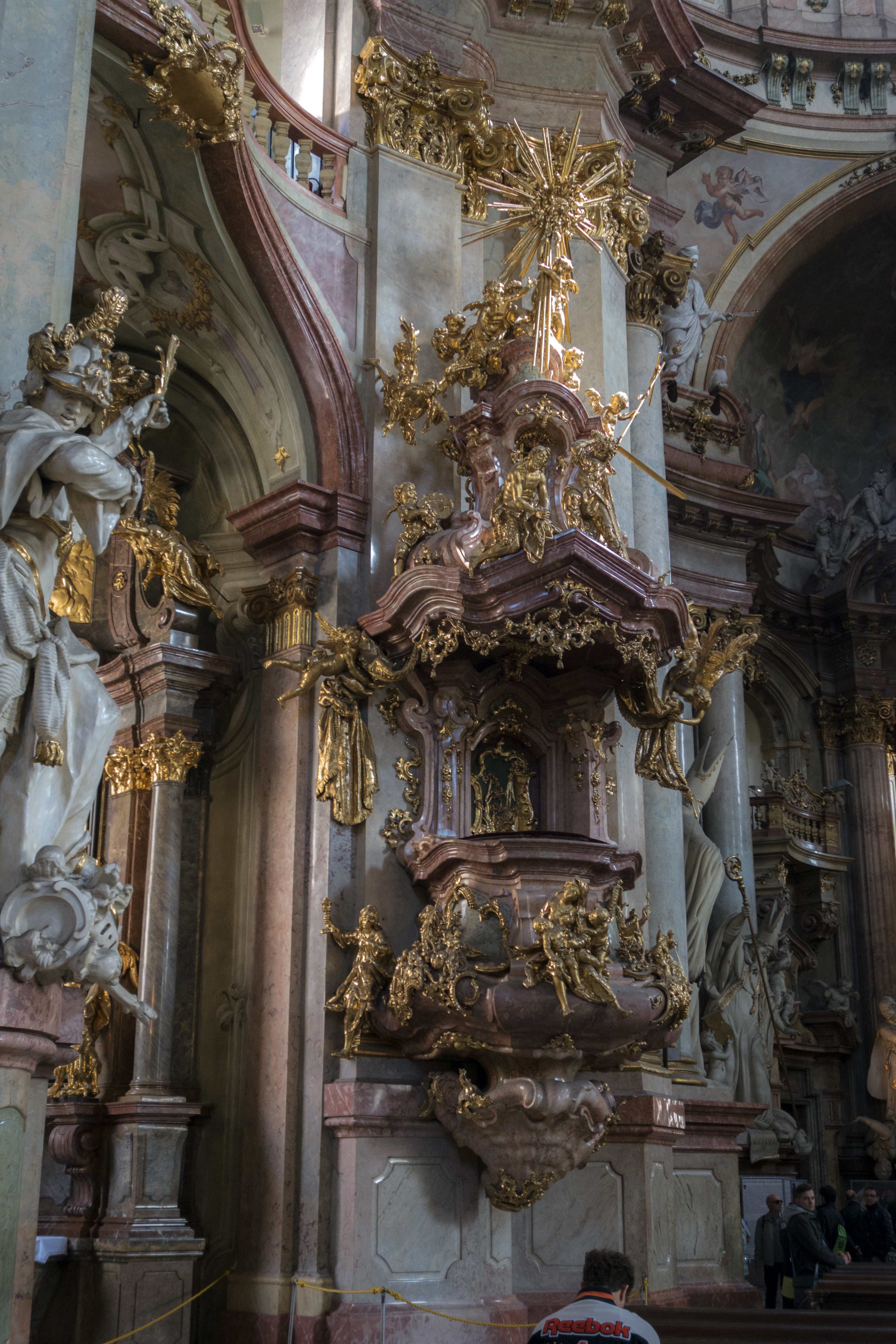
Il pulpito